# Eccellenza Puglia 1999-2000
Il campionato italiano di calcio di Eccellenza regionale 1999-2000 è stato il nono organizzato in Italia. Rappresenta il sesto livello del calcio italiano.
Questo è il campionato organizzato dal Comitato Regionale Puglia.

## Squadre partecipanti
| Squadra                      | Città               |
| ---------------------------- | ------------------- |
| A.C. Ars et Labor Grottaglie | Grottaglie (TA)     |
| A.C. Atletico Conversano     | Conversano (BA)     |
| U.S. Audax San Cassiano      | San Cassiano (LE)   |
| A.S. Bisceglie 1913          | Bisceglie (BT)      |
| Brindisi Calcio              | Brindisi (BR)       |
| A.S. Castellaneta            | Castellaneta (TA)   |
| A.S. Ginosa                  | Ginosa (TA)         |
| U.S. Latiano                 | Latiano (BR)        |
| U.S. Lucera                  | Lucera (FG)         |
| U.G. Manduria Sport          | Manduria (TA)       |
| A.C. Massafra                | Massafra (TA)       |
| A.S. Noicattaro Calcio       | Noicattaro (BA)     |
| Ostuni Sport                 | Ostuni (BR)         |
| A.S. Ruvo                    | Ruvo di Puglia (BA) |
| U.S. Squinzano               | Squinzano (LE)      |
| U.S.C. Virtus Martano        | Martano (LE)        |

## Classifica finale
|  | Pos. | Squadra             | Pt | G  | V  | N  | P  | GF | GS | DR  |
|  | ---- | ------------------- | -- | -- | -- | -- | -- | -- | -- | --- |
|  | 1.   | Ostuni              | 66 | 30 | 19 | 9  | 2  | 54 | 18 | +36 |
|  | 2.   | Brindisi            | 63 | 30 | 18 | 9  | 3  | 37 | 12 | +25 |
|  | 3.   | Castellaneta        | 62 | 30 | 18 | 8  | 4  | 48 | 19 | +29 |
|  | 4.   | Atletico Conversano | 48 | 30 | 13 | 9  | 8  | 50 | 42 | +8  |
|  | 5.   | Ginosa              | 48 | 30 | 14 | 6  | 10 | 33 | 28 | +5  |
|  | 6.   | Grottaglie          | 47 | 30 | 11 | 14 | 5  | 38 | 17 | +21 |
|  | 7.   | Noicattaro          | 40 | 30 | 9  | 13 | 8  | 45 | 46 | -1  |
|  | 8.   | Lucera              | 37 | 30 | 9  | 10 | 11 | 38 | 37 | +1  |
|  | 9.   | Massafra            | 32 | 30 | 7  | 11 | 12 | 26 | 37 | -11 |
|  | 10.  | Latiano             | 32 | 30 | 7  | 11 | 12 | 22 | 42 | -20 |
|  | 11.  | Ruvo                | 31 | 30 | 7  | 10 | 13 | 45 | 45 | 0   |
|  | 12.  | Manduria            | 29 | 30 | 5  | 14 | 11 | 27 | 31 | -4  |
|  | 13.  | Bisceglie           | 29 | 30 | 6  | 11 | 13 | 22 | 40 | -18 |
|  | 14.  | Squinzano           | 29 | 30 | 8  | 5  | 17 | 25 | 47 | -22 |
|  | 15.  | Virtus Martano      | 28 | 30 | 5  | 13 | 12 | 25 | 39 | -14 |
|  | 16.  | Audax San Cassiano  | 19 | 30 | 4  | 7  | 19 | 34 | 69 | -35 |

Legenda:
      Promosso in Serie D 2000-2001.
 Ammesso ai Play-Off nazionali.
      Retrocesso in Promozione Puglia 2000-2001.
 Promozione diretta.
 Retrocessione diretta.
Note:
Tre punti a vittoria, uno a pareggio, zero a sconfitta.
Il Manduria non disputa lo spareggio salvezza perché dispone di una differenza reti maggiore di Bisceglie e Squinzano. Squinzano retrocesso dopo aver perso lo spareggio salvezza contro il Bisceglie.

## Spareggio salvezza
|           | Risultato |           | Luogo e data |
| --------- | --------- | --------- | ------------ |
| Bisceglie | 1-0       | Squinzano | ?, ? 2000    |
|           |           |           |              |